# Pat Monahan
Patrick Monahan (Erie, Pensilvania, 28 de febrero de 1969) es un cantante, compositor y actor estadounidense, reconocido por ser el vocalista y uno de los fundadores de la banda Train. Ha colaborado además con una gran variedad de artistas como Kris Allen, Brandi Carlile, Richie Sambora, Steven Tyler, INXS, The Goo Goo Dolls y Martina McBride, además de publicar en 2007 un álbum en calidad de solista titulado Last of Seven.

## Discografía

### Álbumes de estudio
| Año  | Detalles                                                                               | Posición en las listas |
| Año  | Detalles                                                                               | EE. UU.                |
| ---- | -------------------------------------------------------------------------------------- | ---------------------- |
| 2007 | Last of Seven - Lanzamiento: 18 de septiembre de 2007 - Discográfica: Columbia Records | 82                     |

### Sencillos
| 2007                                              | "Her Eyes"                       | 110 | 9  | —  | Last of Seven |
| Como invitado                                     |                                  |     |    |    |               |
| 2010                                              | "The Truth" (con Kris Allen)     | —   | 17 | —  | Kris Allen    |
| 2012                                              | "Marry Me" (con Martina McBride) | —   | —  | 45 | Eleven        |
| "—" denota que no ingresó en las listas de éxitos |                                  |     |    |    |               |